# スッサコーン・ソー・クリンミー
スッサコーン・ソー・クリンミー（タイ語:สุดสาคร ส.กลิ่นมี　1986年8月25日-）は、タイのムエタイ選手、キックボクサー。本名は、ソーン・クリンミー（タイ語:สม กลิ่นมี）。
マルコ・ピケ、シャヒッド・オラド・アラフといった世界の強豪を撃破している。 入場時に被り物をかぶって入場したり、試合時には相手の攻撃に笑顔でおどけてみせたり、いつも微笑んでいるなどパフォーマンスが特徴的である。しかし、試合運びも巧さが光る。

## 来歴
パッタヤーに生まれる。6歳のころからムエタイを始めた。
2006年にWPMFの世界スーパーライト級王座に輝く。以降数々の賞を戴冠。
2013年現在、日本国外のリングで主に試合をし、活躍している。

## 獲得タイトル
- WKNワールドGP2010世界王者
- WKNムエタイ世界ウェルター級王者（2010年）
- Fairtex Theprasitムエタイ王者（2007年）
- WPMF世界スーパーライト級王者（2006年）
- WMC S1世界王者（2006年）